# Бонавичина (Верона)
Бонавичина је насеље у Италији у округу Верона, региону Венето.
Према процени из 2011. у насељу је живело 1435 становника. Насеље се налази на надморској висини од 17 м.